# Nicolás Almagro
Nicolás Almagro Sánchez Rolle (Murcia, 1985. augusztus 21. –) spanyol hivatásos teniszező. Eddigi karrierje során 12 ATP tornát nyert meg, mindet salakos borításon. Legjobb Grand Slam eredményét a Roland Garroson érte el, ahol háromszor is bejutott negyeddöntőbe (2008,2010,2012).

## ATP-döntői

### Egyéni

#### Győzelmei (12)
| Összesítés                                            | Összesítés |
| ----------------------------------------------------- | ---------- |
| Grand Slam-torna                                      | (0)        |
| ATP World Tour Masters 1000 / ATP Masters Series      | (0)        |
| ATP World Tour 500 Series / International Series Gold | (2)        |
| ATP World Tour 250 Series / International Series      | (10)       |
| ATP World Tour Finals / Tennis Masters Cup            | (0)        |

| No. | Dátum              | Torna                             | Borítás        | Ellenfél a döntőben   | Eredmény a döntőben |
| 1   | 2006. április 16.  | Valencia Open, Valencia           | Salak          | Gilles Simon          | 6-2, 6-3            |
| 2   | 2007. április 15.  | Valencia Open, Valencia           | Salak          | Potito Starace        | 4-6, 6-2, 6-1       |
| 3   | 2008. február 17.  | Brasil Open, Costa do Sauipe      | Salak          | Carlos Moyà           | 7-6(4), 3-6, 7-5    |
| 4   | 2008. március 1.   | Abierto Mexicano Telcel, Acapulco | Salak          | David Nalbandian      | 6-1, 7-6(1)         |
| 5   | 2009. február 28.  | Abierto Mexicano Telcel, Acapulco | Salak          | Gael Monfils          | 6-4, 6-4            |
| 6   | 2010. július 18.   | SkiStar Swedish Open, Båstad      | Salak          | Robin Söderling       | 7-5, 3-6, 6-2       |
| 7   | 2010. augusztus 1. | Allianz Suisse Open, Gstaad       | Salak          | Richard Gasquet       | 7-5, 6-1            |
| 8   | 2011. február 13.  | Brasil Open, Costa do Sauipe      | Salak          | Olekszandr Dolhopolov | 6-3, 7-6(3)         |
| 9   | 2011. február 20.  | Copa Claro, Buenos Aires          | Salak          | Juan Ignacio Chela    | 6-3, 3-6, 6-4       |
| 10  | 2011. május 22.    | Open de Nice Côte d’Azur, Nizza   | Salak          | Victor Hănescu        | 6-7(5), 6-3, 6-3    |
| 11  | 2012. február 19.  | Brasil Open, São Paulo            | Salak (fedett) | Filippo Volandri      | 6-3, 4-6, 6-4       |
| 12  | 2012. május 27.    | Open de Nice Côte d’Azur, Nizza   | Salak          | Brian Baker           | 6-3, 6-2            |

#### Elvesztett döntői (6)
| No. | Dátum             | Torna                             | Borítás | Ellenfél a döntőben | Eredmény a döntőben |
| 1   | 2007. július 15.  | Catella Swedish Open, Båstad      | Salak   | David Ferrer        | 2-6, 1-6            |
| 2   | 2008. április 20. | Valencia Open, Valencia           | Salak   | David Ferrer        | 6-4, 2-6, 6-7(2)    |
| 3   | 2011. február 27. | Abierto Mexicano Telcel, Acapulco | Salak   | David Ferrer        | 6-7(4), 7-6(2), 6-2 |
| 4   | 2011. július 24.  | German Open Hamburg, Hamburg      | Salak   | Gilles Simon        | 4-6, 6-4, 4-6       |
| 5   | 2012. február 26. | Copa Claro, Buenos Aires          | Salak   | David Ferrer        | 6-4, 3-6, 2-6       |
| 6   | 2012. július 15.  | SkiStar Swedish Open, Båstad      | Salak   | David Ferrer        | 2-6, 2-6            |

### Páros

#### Elvesztett döntői (1)
|   | Dátum             | Torna                     | Borítás | Partner          | Ellenfelek a döntőben              | Eredmény a döntőben |
| 1 | 2009. február 22. | Copa Telmex, Buenos Aires | Salak   | Santiago Ventura | Marcel Granollers / Alberto Martín | 3-6, 7-5, [10-8]    |

## Eredményei Grand Slam-tornákon
| Grand Slam | Australian Open | Australian Open    | Roland Garros | Roland Garros     | Wimbledon | Wimbledon              | US Open  | US Open             |
| Év         | Eredmény        | Utolsó ellenfél    | Eredmény      | Utolsó ellenfél   | Eredmény  | Utolsó ellenfél        | Eredmény | Utolsó ellenfél     |
| 2004       | -               | -                  | 1.kör         | Gustavo Kuerten   | -         | -                      | -        | -                   |
| 2005       | 1.kör           | Bobby Reynolds     | 2.kör         | Roger Federer     | 1.kör     | Dmitrij Turszunov      | 2.kör    | Taylor Dent         |
| 2006       | 1.kör           | Igor Andrejev      | 2.kör         | James Blake       | 1.kör     | Mario Ančić            | 1.kör    | David Ferrer        |
| 2007       | 1.kör           | Robby Ginepri      | 2.kör         | Michaël Llodra    | 1.kör     | Dmitrij Turszunov      | 3.kör    | Nyikolaj Davigyenko |
| 2008       | 1.kör           | Marin Čilić        | 1/4 döntő     | Rafael Nadal      | 2.kör     | Guillermo García López | 3.kör    | Gilles Müller       |
| 2009       | 3.kör           | Gaël Monfils       | 3.kör         | Fernando Verdasco | 3.kör     | Robin Söderling        | 3.kör    | Rafael Nadal        |
| 2010       | 4.kör           | Jo-Wilfried Tsonga | 1/4 döntő     | Rafael Nadal      | 1.kör     | Andreas Seppi          | 3.kör    | Sam Querrey         |
| 2011       | 4.kör           | Novak Đoković      | 1.kör         | Łukasz Kubot      | 3.kör     | Mihail Juzsnij         | 1.kör    | Julien Benneteau    |
| 2012       | 4.kör           | Tomáš Berdych      | 1/4 döntő     | Rafael Nadal      | 3.kör     | Richard Gasquet        | -        | -                   |